# CS Saint-Denis
El CS Saint-Denis es un equipo de fútbol de las Islas Reunión que actualmente juega la Primera División de las Islas Reunión, la liga de fútbol más importante del país como Saint-Denis FC.

## Historia
Fue fundado en el año 1969 en la ciudad de Saint-Denis y es uno de los equipos más ganadores de las islas, ya que ganó 5 títulos de liga y 8 torneos de copa local, y es de los pocos que nunca jugó en la estructura del fútbol francés.
A nivel internacional participó en 2 torneos continentales, en donde su mejor participación ha sido en la Copa CAF 1994, en la que fue eliminado en las semifinales por el Bendel Insurance de Nigeria, siendo uno de los clubes de las Islas Reunión que han tenido un buen rendimiento en competiciones continentales.
Entre sus logros internacionales están en haber ganado una Copa DOM y una copa de campeones de los territorios ultramar de Francia.
El club desapareció en el año 1998 debido a problemas financieros, pero en el año 2003 fue fundado el equipo sucesor como el Saint-Denis AC, el cual debutó en la Cuarta División de las Islas Reunión, y más tarde en el año 2003 cambió su nombre por el de Saint-Denis FC.

## Palmarés
- Primera División de las Islas Reunión: 5

1980, 1984, 1987, 1995, 1996
- Copa de las Islas Reunión: 8

1974, 1975, 1977, 1978, 1979, 1985, 1986, 1988
- Copa DOM: 1

1996
- Copa de Campeones de Ultramar: 1

1997

## Participación en competiciones de la CAF
| Temporada | Torneo                            | Ronda            | Club               | Casa | Visita | Global |
| --------- | --------------------------------- | ---------------- | ------------------ | ---- | ------ | ------ |
| 1994      | Copa CAF                          | Preliminar       | Linare FC          | 2-0  | 1-0    | 3-0    |
| 1994      | Copa CAF                          | 1                | Roan United        |      |        | w.o.1  |
| 1994      | Copa CAF                          | 2                | Ferroviário Maputo | 1-0  | 2-2    | 3-2    |
| 1994      | Copa CAF                          | Cuartos de final | JS Kairouan        | 5-3  | 0-1    | 5-4    |
| 1994      | Copa CAF                          | Semifinales      | Bendel Insurance   | 1-0  | 1-4    | 2-4    |
| 1996      | Copa Africana de Clubes Campeones | Preliminar       | Majantja FC        | 7-0  | 3-1    | 10-1   |
| 1996      | Copa Africana de Clubes Campeones | 1                | Orlando Pirates    | 3-2  | 0-2    | 3-4    |

## Jugadores

### Jugadores destacados
| - Farès Bousdira | - Jean-Marc Bosman | - Claude Kelly |